# 2584 Turkmenia
2584 Turkmenia este un asteroid din centura principală, descoperit pe 23 martie 1979 de Nikolai Cernîh.